# Exposition Florale
Pour un article plus général, voir Floralies.
L'Exposition Florale est une association loi 1901 dont le but est de créer une exposition florale/floralie, dite « Expo Flo », depuis 1975. Son siège, qui est aussi le lieu où se déroule la manifestation, se situe sur le campus de l'Institut Agro Rennes-Angers campus d’Angers, en Francedans une école publique d'ingénieurs. Elle est intégralement dirigée par 47 étudiants ingénieurs de cette même école.

## Historique
En 2024, 24 éditions ont eu lieu depuis les débuts de l'association en 1975. L’idée de la création d’une exposition florale trouve son origine peu après l’ouverture de l’école (E.N.I.T.H.P.) à Angers en 1971 sous l'impulsion de Paul Collen, professeur d'économie, afin de financer un voyage scolaire en Grèce. La première Expo Flo, en tant que telle, est organisée par les élèves de cinquième année le mardi 18 mars 1975. Depuis, elles ont lieu tous les deux ans (à l’exception de 1980), et ont chacune un thème différent :
- 1975 (1ère édition) «Exposition Florale »
- 1977 (2ème édition) «La fleur et la vie »
- 1982 (3ème édition) «Le jardin du rêve »
- 1984 (4ème édition) «Un jardin extraordinaire »
- 1986 (5ème édition) «Féerie Végétale »
- 1988 (6ème édition) «Exposition Florale »
- 1990 (7ème édition) «L'art et le végétal »
- 1992 (8ème édition) «Graffitis végétaux »
- 1994 (9ème édition) «Exposition Florale »
- 1996 (10ème édition) «Exposition Florale »
- 1998 (11ème édition) «Exposition Florale »
- 2000 (12ème édition) «Exposition Florale »
- 2002 (13ème édition) «Exposition Florale »
- 2004 (14ème édition) «Exposition Florale »
- 2006 (15ème édition) « Le vert aux couleurs du monde »
- 2008 (16ème édition) « Le végétal fait son cirque »[6]
- 2010 (17ème édition) « Vert un autre monde »[7]
- 2012 (18ème édition) « Le végétal fait campagne », record de fréquentation avec 9 600 visiteurs[8]
- 2014 (19ème édition) « On s’est planté d’époque »[9]
- 2016 (20ème édition) « Semons la Zizanie »[10]
- 2018 (21ème édition) « Des plants sur la comète »[11]
- 2020 (22ème édition - Annulée en raison du coronavirus) « L'an vert du décor »[12]
- 2024 (23ème édition) « Vingt mille lieux sous le vert »

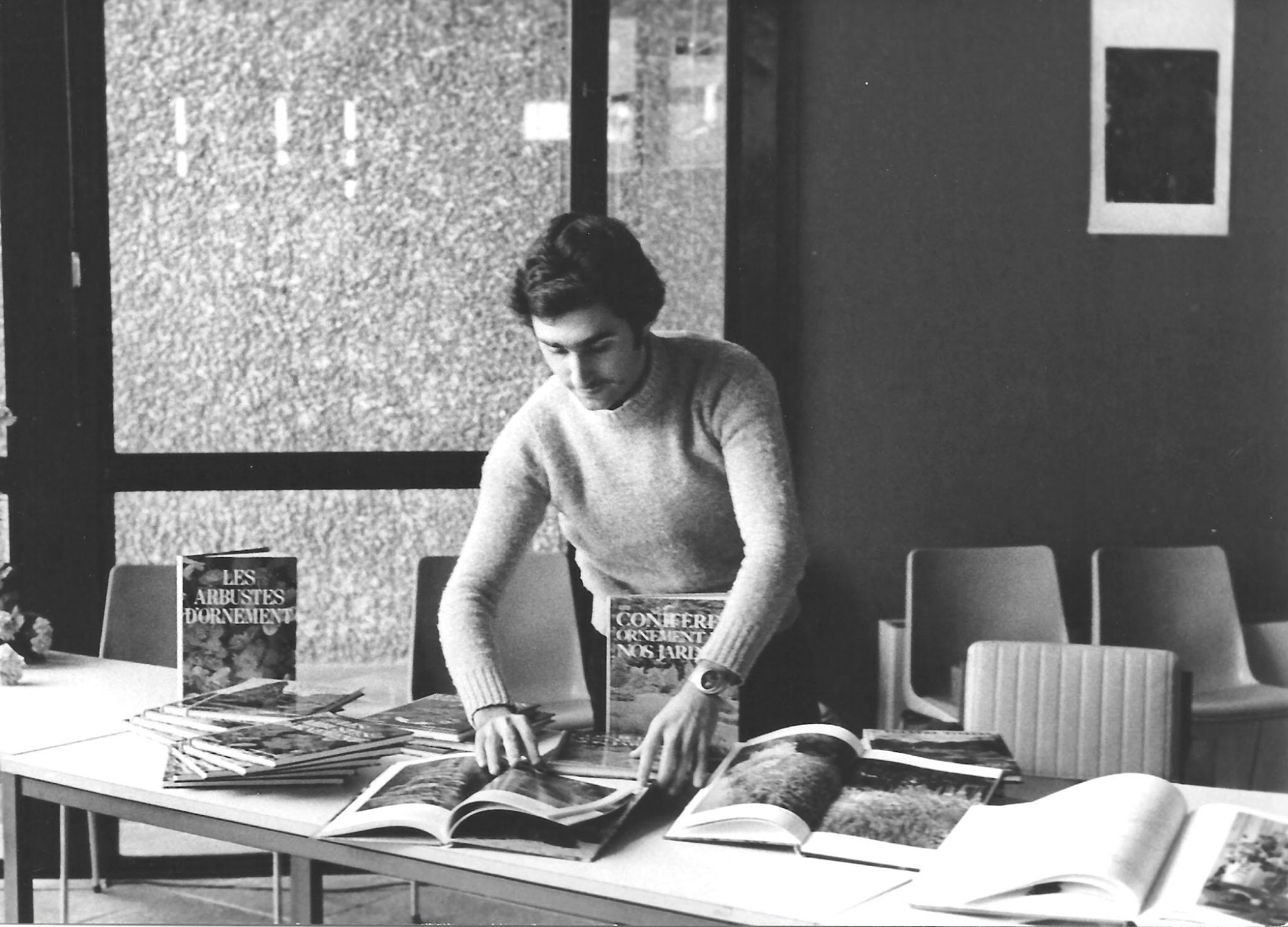
Photo de la première édition de l'Expo Flo
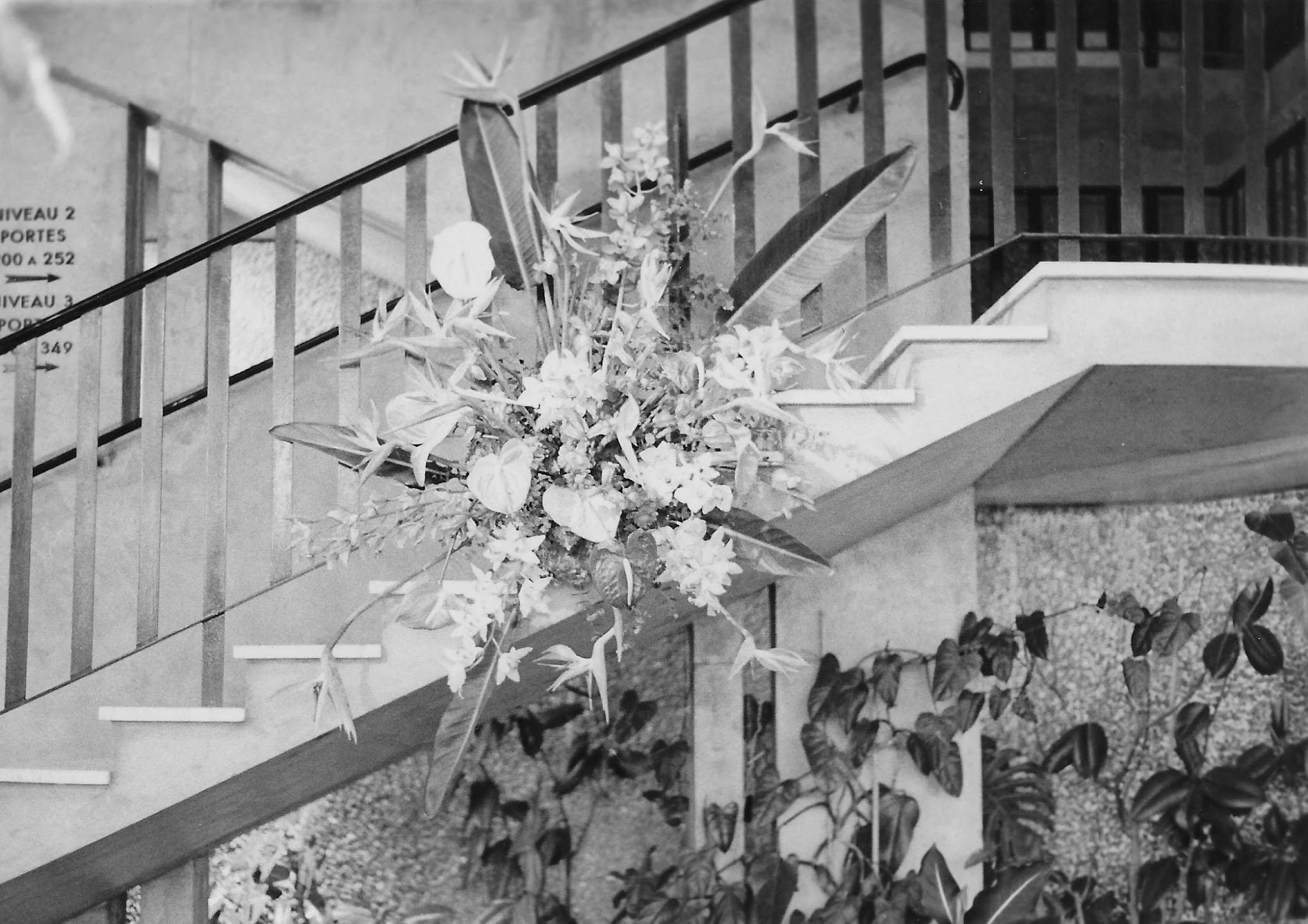
Composition florale de la première Expo Flo (Grand hall)

Depuis plusieurs années, l’Expo Flo bénéficie du soutien de personnalités engagées dans les domaines de la science et de l’environnement. La 20e édition a été parrainée par Alain Baraton, jardinier en chef du Parc du château de Versailles, tandis que la 17e édition a été placée sous le parrainage de Frédéric Courant, célèbre animateur de l’émission scientifique C’est pas sorcier.
Les parrains de l’Expo Flo reflètent la diversité des horizons qui nourrissent la passion du végétal : de l’horticulture engagée avec Anouck Barcat, de la culture du paysage avec Gilles Clément, en passant par la recherche scientifique avec Jean Jouzel, ou encore l’éminent botaniste Francis Hallé. Tous partagent un même engagement : celui de transmettre leur savoir et leur amour du végétal.
La 21ème édition devait être parrainée par l'agronome et enseignant-chercheur, Marc Dufumier.
Cette édition est annulée le 12 mars 2020 en raison de la progression de la pandémie de coronavirus.
Celle-ci devait avoir lieu les 20, 21 et 22 mars 2020.

## L'Expo Flo

### Déroulement et spécificités

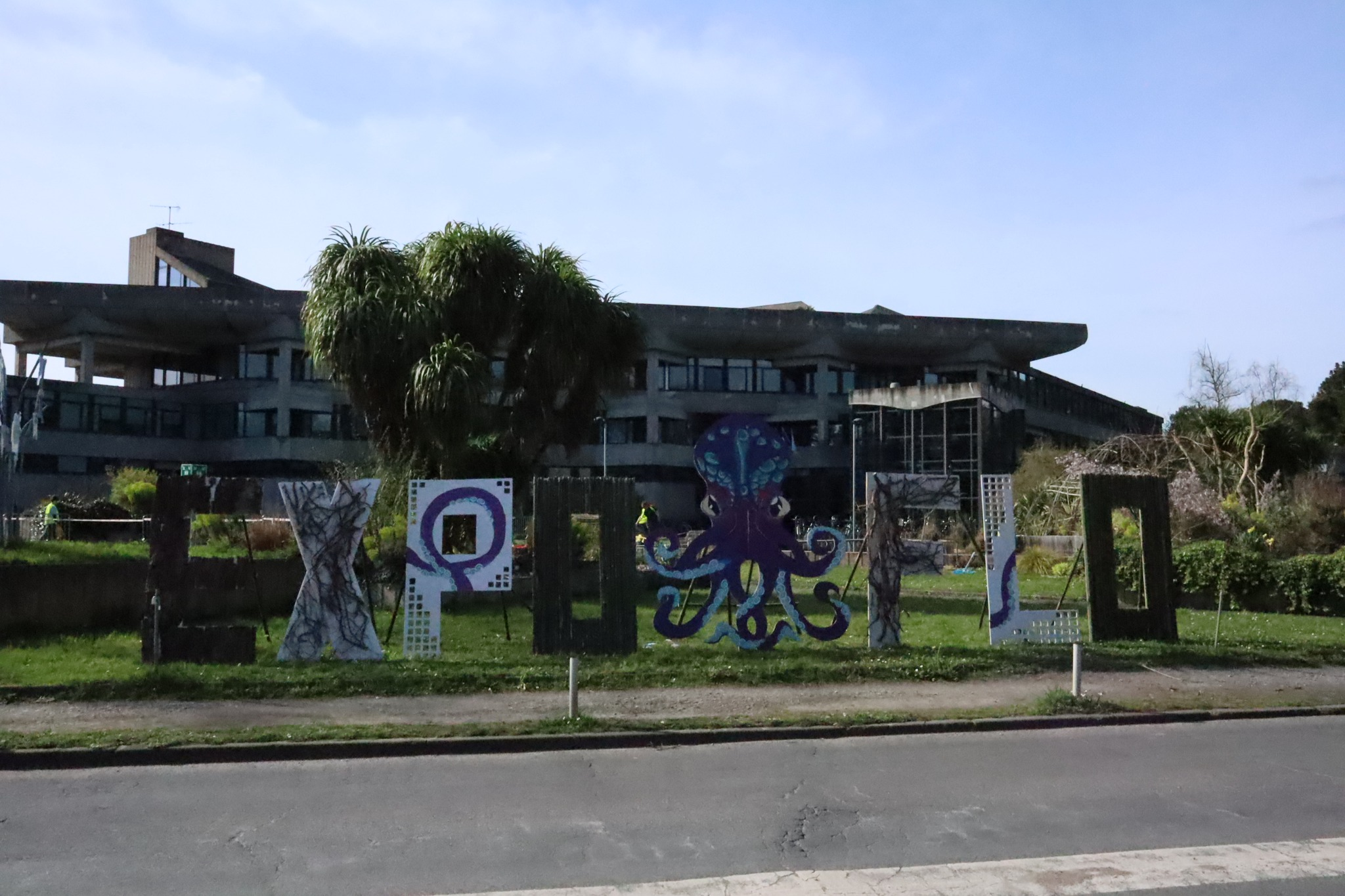
Devanture de l'Institut Agro Rennes-Angers campus d'Angers durant la 23ème Expo Flo

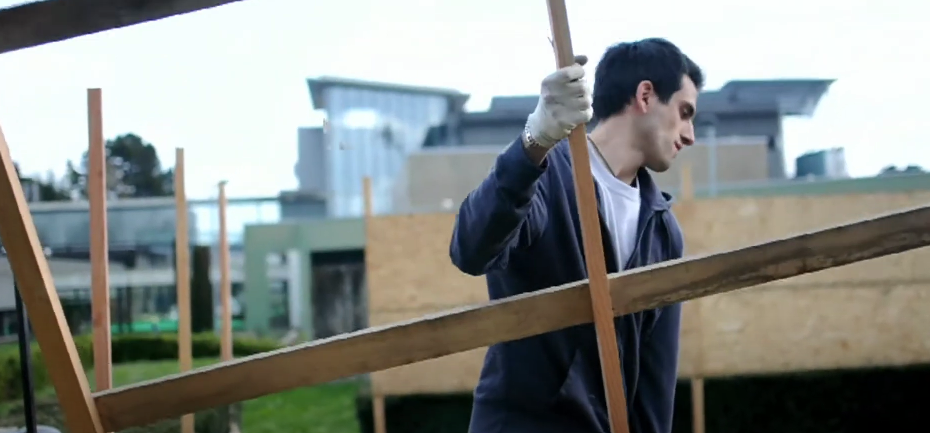
Montage de l'Expo Flo 2016

L’Exposition Florale, ou « Expo Flo », est ouverte au public à l'Institut Agro Rennes-Angers campus d'Angers, anciennement INHP (Institut national d'horticulture et de paysage) durant 3 jours de la mi-mars, le vendredi, samedi et dimanche, une année sur deux. Près de 30 000 végétaux sont produits par les étudiants au cours des deux années de préparation. Ces végétaux formeront ensuite les décors de près d’une trentaine de stands végétalisés, réalisés au cours de la « semaine de montage » qui précède l’ouverture au public. Les décors sont tous réalisés à partir de matériaux biosourcés ou réemployés. Lors de chaque édition sont utilisés, par exemple 1000 palettes ou encore 25 kilomètres de bambou.
Les 6000 visiteurs peuvent contempler à travers un parcours végétalisé de plus de 20 000m² d’aménagements intérieurs et extérieurs. Il y est possible d’assister aux animations des stands, participer à plus de 20 conférences autour de l’horticulture et du paysage ainsi que découvrir des défilés végétaux et le spectacle de la nocturne,,depuis la 10ème édition en 1996. Un référentiel hygiène et sécurité est mis en place en 2012. Le secteur stand est créé en 2020 pour la 22ème édition. Cette édition marque la mise en place du premier Comité Technique et Scientifique porté par le secteur stands, afin de renforcer conjointement le caractère technique et scientifique.

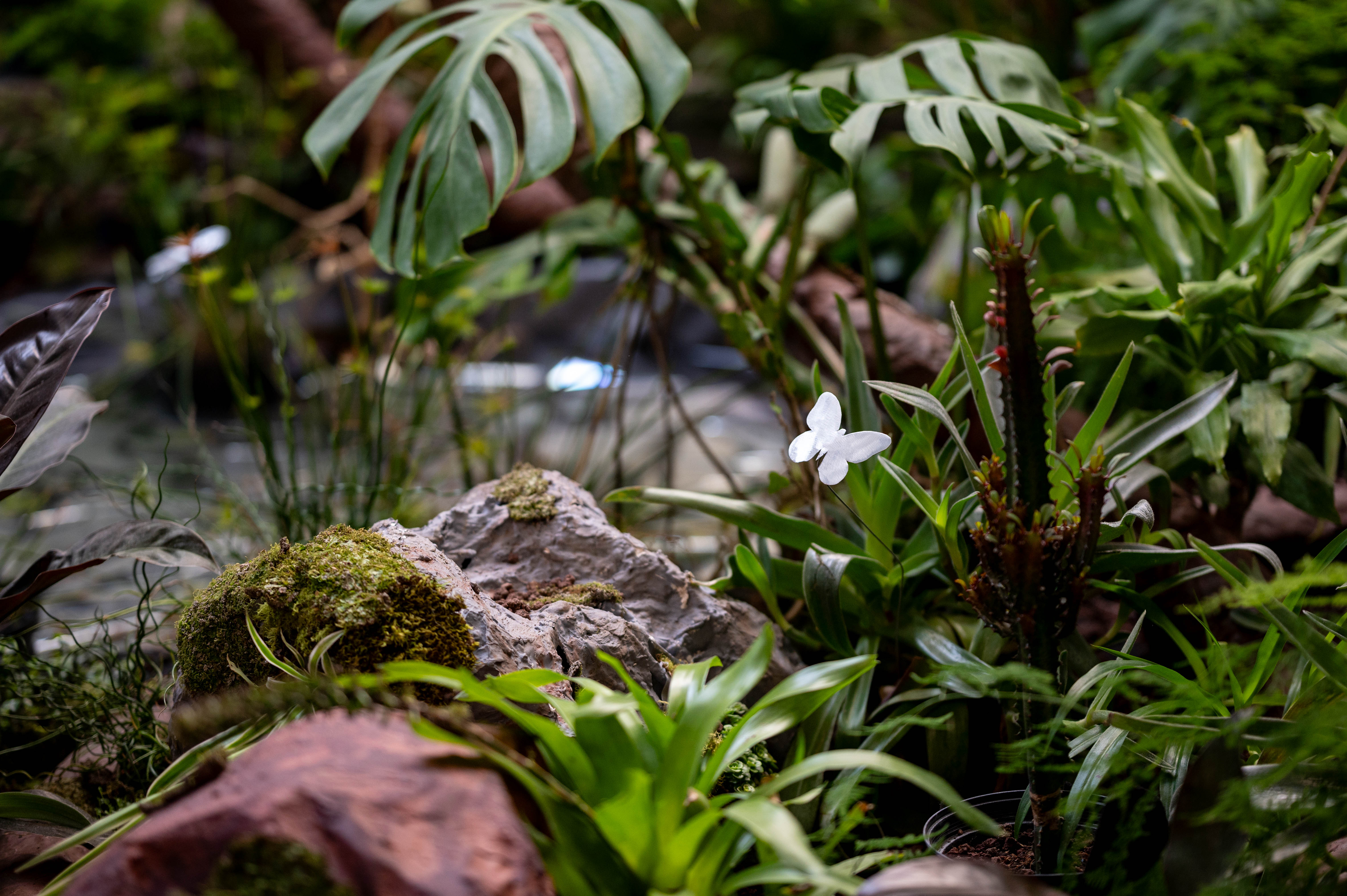
Décor de la 23-ème édition

À la suite du weekend d'ouverture au public, les étudiants poursuivent avec la période de "démontage" afin de libérer les locaux de l'ensemble des décors et permettre la reprise des cours dès le mardi matin.
Pour célébrer le 50ᵉ anniversaire de l’Expo Flo, la société horticole Ernest Turc met à l’honneur une toute nouvelle variété de dahlia issue de ses programmes de recherche, baptisée ‘Expo Flo’.

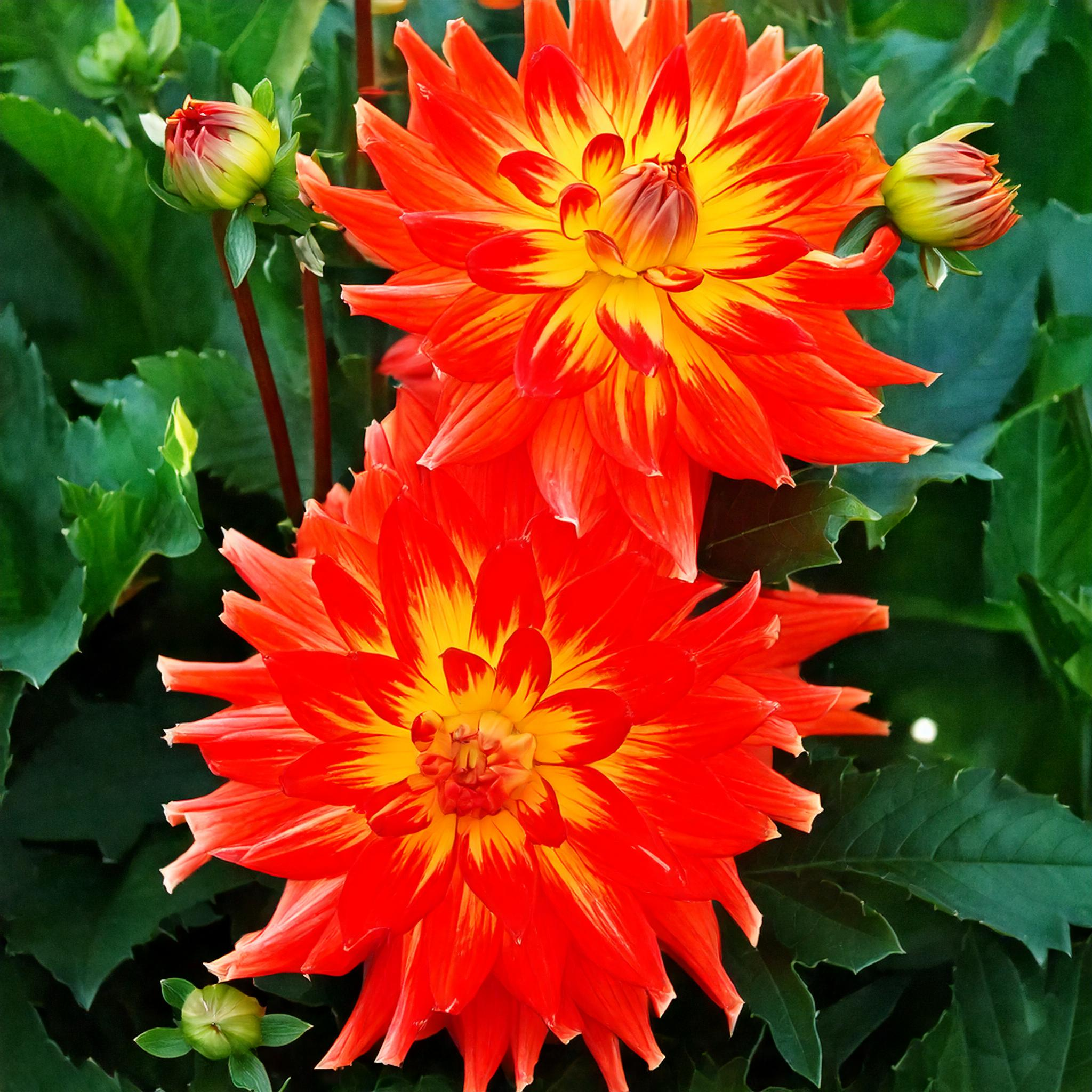
Dahlia éponyme de l'association

### Objectifs
L'Expo Flo a pour vocation de sensibiliser le public aux nouveaux concepts paysagers, aux nouvelles pratiques horticoles et aux enjeux environnementaux de façon ludique et scientifique.
Durant les deux années d’investissement de la part des élèves-ingénieurs, les membres de l’association sont confrontés au monde professionnel, avec par exemple le démarchage d’entreprise du monde de l’horticulture et du paysage. L’événement est également l’occasion de réunir, à chaque édition, des étudiants issus de huit écoles françaises et allemandes spécialisées dans le paysage. Les étudiants peuvent alors développer leurs compétences scientifiques, techniques, administratives et de management, représentant des atouts complémentaires de la formation proposée par l’établissement,. L'évènement met en avant l'école et fédère les étudiants et permet de sensibiliser le public aux filières de l'horticulture et du paysage.

## Organisation Interne
Les membres de l’association excèdent 500 personnes et représentent l’ensemble des étudiants de L'Institut Agro Rennes-Angers campus  d’Angers. Le conseil d’administration (CA) est constitué de six membres du Bureau et de 41 chefs de secteurs  répartis dans 17 secteurs.
Le CA est renouvelé après chaque édition de l’Expo Flo par une nouvelle équipe d’étudiants sur nomination des anciens responsables.